# Lançon-Provence
Lançon-Provence är en kommun i departementet Bouches-du-Rhône i regionen Provence-Alpes-Côte d'Azur i sydöstra Frankrike. Kommunen ligger  i kantonen Pélissanne som ligger i arrondissementet Aix-en-Provence. År 2022 hade Lançon-Provence 9 627 invånare.

## Befolkningsutveckling
Antalet invånare i kommunen Lançon-Provence
Referens:INSEE